# ニューヨーク市のホテル
下記は、著名なニューヨーク市のホテルの一覧である。

## ホテルの数
ホテルのほとんどは、同業者組合としてニューヨーク市ホテル協会を代表としている。2009年時点で、協会には、245のホテルが加入しており、部屋数69,587室、従業員32,000人を抱えている。イェール・クラブのようなプライベートホテルもグループに入っている。
ホテルの半分以上（114）は、ミッドタウンにあり、うち75はウェストサイド（多くはタイムズスクエア地区にある）、39はイーストサイドに存在する。都市観光客リストには、一人部屋占有のホテルは含まれない。

## 最大のホテル
下記は、部屋数順のニューヨーク市最大のホテル一覧である。この一覧には、ニューヨーク市エリアの500室以上のホテルを挙げている。
部屋数の合計には、スイートも含む。大きなホテルのいくつかは、多目的ビルの一部として占められている。
| ホテル                                                 | 部屋数 | 備考 |
| ニューヨーク・ヒルトン・ミッドタウン                   | 1,980  |      |
| ニューヨーク・マリオット・マーキス                     | 1,949  |      |
| シェラトン・ニューヨーク・タイムズスクエア・ホテル     | 1,750  |      |
| グランド・ハイアット・ニューヨーク                     | 1,311  |      |
| ロー・NYC・ホテル                                      | 1,300  |      |
| ウォルドルフ＝アストリア                               | 1,245  |      |
| ルーズベルト・ホテル                                   | 1,015  |      |
| パーク・セントラル・ホテル                             | 935    |      |
| ウィンダム・ニューヨーカー・ホテル                     | 912    |      |
| ニューヨーク・パレス・ホテル                           | 909    |      |
| エジソン・ホテル                                       | 900    |      |
| ウェスティン・ニューヨーク・アット・タイムズスクエア   | 863    |      |
| ハドソン・ホテル                                       | 807    |      |
| ウェスティン・ニューヨーク・グランドセントラル・ホテル | 774    |      |
| クラウン・プラザ・タイムズスクエア                     | 770    |      |
| ダブルツリー・メトロポリタン・ホテル                   | 760    |      |
| ミレニアム・ブロードウェイ・ホテル                     | 750    |      |
| レ・パーカー・メリディアン・ニューヨーク               | 730    |      |
| ラディソン・レキシントン・ホテル・ニューヨーク         | 712    |      |
| ウェリントン・ホテル                                   | 700    |      |
| Wニューヨーク                                          | 688    |      |
| インター・コンチネンタル・バークレー・ニューヨーク     | 686    |      |
| ニューヨーク・マリオット・アット・ブルックリン・サイド | 665    |      |
| マンハッタン・アット・タイムズスクエア                 | 665    |      |
| ニューヨーク・マリオット・イーストサイド               | 646    |      |

## アメリカ合衆国国家歴史登録財のホテル
| ホテル                               | 住所                                          | 備考 |
| ニッカーボッカー・ホテル             | 142 West 42nd Street                          |      |
| アンソニア・ホテル                   | 2101—2119 Broadway                            |      |
| バルビゾン・ホテル・フォー・ウーマン | 140 East 63rd Street                          |      |
| ビーコン・シアター・アンド・ホテル   | 2124 Broadway                                 |      |
| ギルフィー・ホテル                   | 1200 Broadway                                 |      |
| グランド・ホテル                     | 1232-1238 Broadway                            |      |
| ホテル・チェルシー                   | 222 West 23rd Street                          |      |
| ホテル・ジェラルド                   | 123 West 44th Street                          |      |
| ホテル・テレサ                       | 2082-2096 Adam Clayton Powell, Jr. Boulevard. |      |
| プラザホテル                         | Fifth Avenue and Fifty-Ninth St.              |      |
| プリンス・ジョージ・ホテル           | 505 Eighth Avenue,                            |      |
| セビリア・ホテル                     | 22 East 29th Street                           |      |
| タイムズスクエア・ホテル             | 255 West 43rd Street                          |      |
| ウェブスター・ホテル                 | 40 West 45th Street                           |      |

## 過去に存在したホテル
- グランド・セントラル・ホテル（英語版）
- ニューヨーク・ボルチモア・ホテル（英語版）
- スタンホープ・ホテル（英語版）
- マリオット・ワールド・トレード・センター
- ホテル・ペンシルベニア（英語版） - 1,700の部屋数を誇ったが、2020年に休業し、2023年に解体。